# Hřbitov Saint-Ouen
Hřbitov Saint-Ouen se nachází ve městě Saint-Ouen, které leží v severní části metropolitní oblasti Paříže v departmentu Seine-Saint-Denis. Je tvořený dvěma částmi. První část situovaná na Rue Adrien Lesesne byla otevřena v roce 1860, druhá nacházející se na 2 Avenue Michelet pak 1. září 1872.
Pařížský hřbitov je římskokatolického zaměření. 24. května 1431 byla na tento hřbitov odvedena Jana z Arku, aby se veřejně vyznala a zřekla svých hříchů. Ta však své doznání odmítla učinit. Tím došlo k obnově jejího procesu před soudem v Rouenu, který byl předem rozhodnut. V něm byla jako kacířka a čarodějka odsouzena k upálení na hranici. 30. května 1431 byl rozsudek vykonán na rouenském náměstíčku Vieux Marché. K formální rehabilitaci Jany došlo 7. července 1456 během slavnostního obřadu konaném na tomto hřbitově, následovaném obnovou soudního řízení.

## Některé osobnosti pochované na hřbitově
- Alphonse Allais, (1854–1905) – spisovatel
- Mireille Balinová, (1909–1968) – herečka
- Louis Garnie, (1862–1923) – skladatel
- Marcelle Géniatová, (1881–1959) – herečka
- Lily Laskine, (1893–1988) – harfistka
- Suzanne Lenglenová, (1899–1938) – tenistka
- Alfred Manessier, (1911–1993) – malíř
- Jules Pascin, (1885–1930) – malíř, „Princ Montparnassu”
- Émile-Alexandre Taskin, (1853–1897) – operní pěvec
- Jean Tissier, (1896–1973) – herec
- Suzanne Valadonová, (1865–1938) – malířka

## Galerie

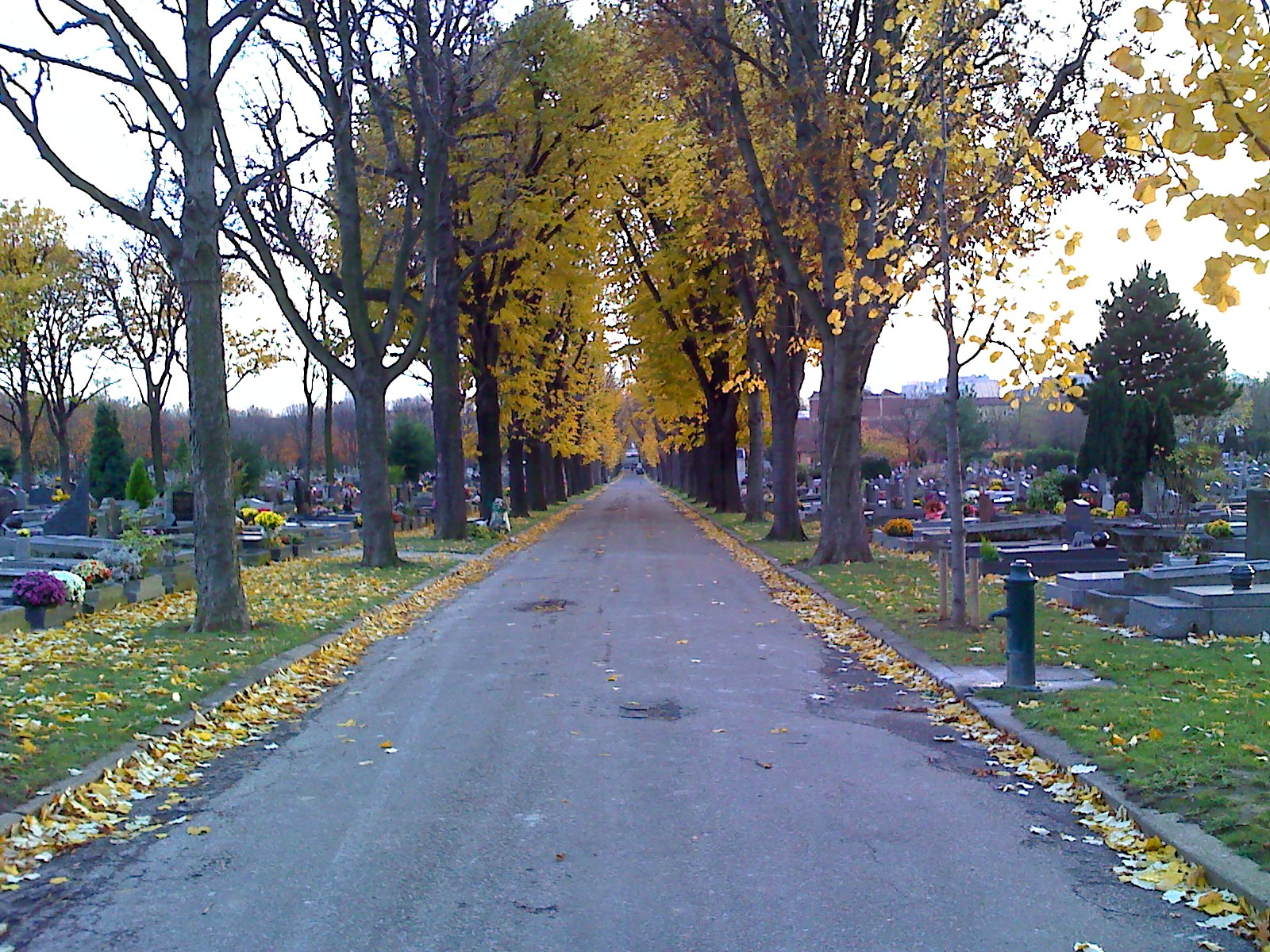
Avenue de l'Ouest
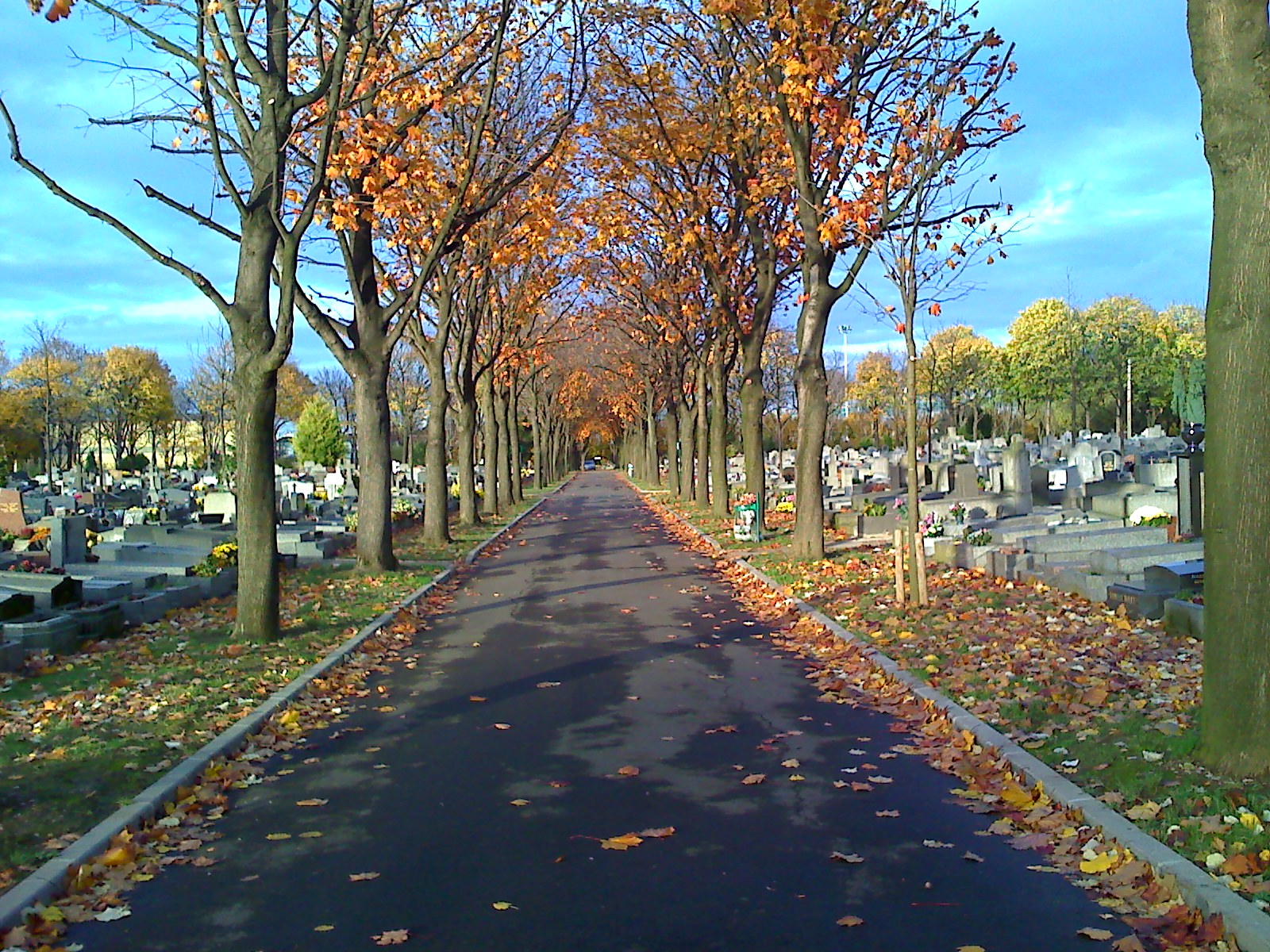
Avenue Transversale N° 2
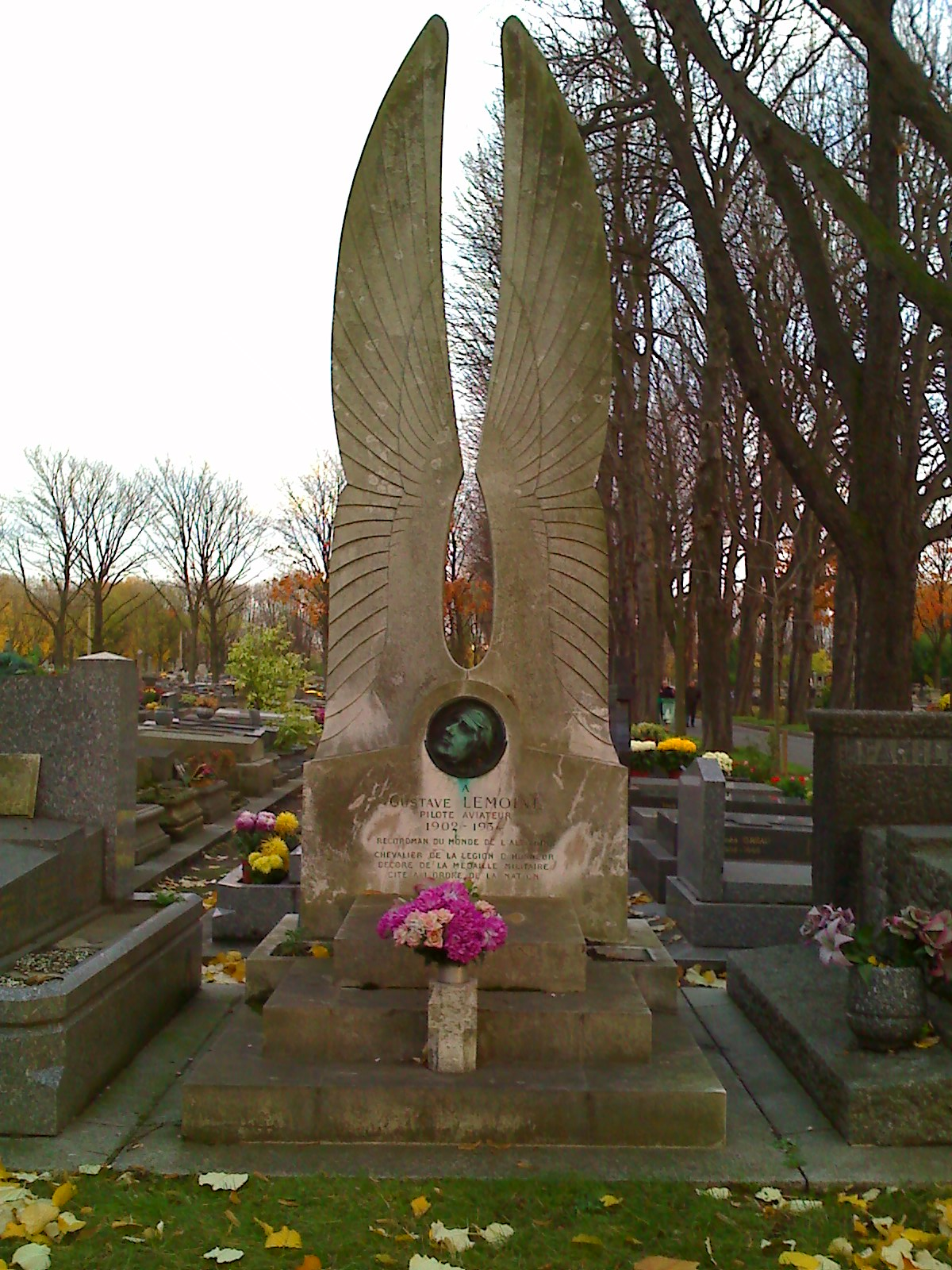
Hrob Gustava Lemoineho
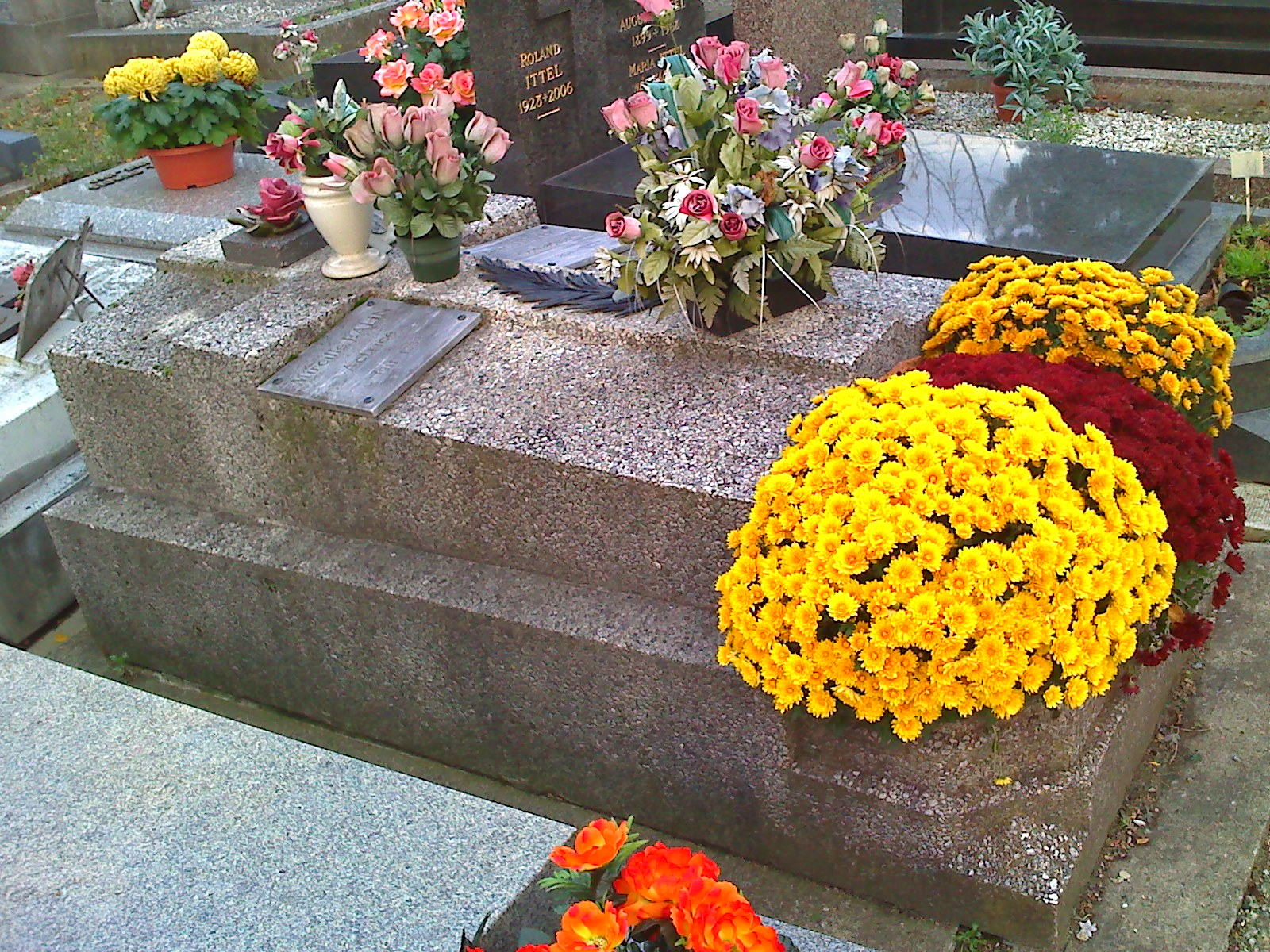
Hrob Mireille Balinové

## Další významné pařížské hřbitovy
V současnosti je na území města Paříže funkčních 14 hřbitovů, z nichž čtyři hřbitovy mají více než 10 000 hřbitovních míst:
- Père Lachaise (cca 70 000 náhrobků nebo koncesí) [1]
- Montparnasse (35 000) [2]
- Montmartre (20 000) [3]
- Batignolles (15 000) [4]

Dalších šest hřbitovů určených k pohřbívání Pařížanů leží mimo území hlavního města, z nichž pět je velmi rozsáhlých. Jejich názvy jsou odvozeny od měst, ve kterých se nacházejí:
- Hřbitov Pantin (200 000) [5]
- Hřbitov Thiais (150 000) [6]
- Hřbitov Bagneux (83 000) [7]
- Hřbitov Ivry (48 000) [8]
- Hřbitov Saint-Ouen (46 000) [9]